# 논산경찰서
논산경찰서(論山警察署)는 충청남도경찰청이 관할하는 경찰서 중 하나이다. 충청남도 논산시와 계룡시를 관할한다. 충청남도 논산시 강경읍 계백로 159(남교리 78-2)에 위치하고 있다.
서장은 총경으로 보한다.

## 역사
원래의 강경경찰서이었으나, 1996년 6월 29일 논산시의 승격에 따라 이름으로 바뀌었다.

## 관할 파출소 및 지구대
| 명칭       | 주소                         | 관할구역                 | 치안센터                    |
| ---------- | ---------------------------- | ------------------------ | --------------------------- |
| 논산지구대 | 논산시 해월로 175            | 취암동, 부창동, 은진면   | 은진치안센터                |
| 연무지구대 | 논산시 연무읍 안심로61길 4   | 연무읍, 가야곡면, 채운면 | 가야곡치안센터 채운치안센터 |
| 강경지구대 | 논산시 강경읍 대흥로 1-2     | 강경읍, 성동면, 광석면   | 성동치안센터 광석치안센터   |
| 계룡지구대 | 계룡시 엄사면 계백로 3120    | 벌곡면, 계룡시           | 벌곡치안센터                |
| 연산파출소 | 논산시 연산면 선비로275길 28 | 연산면, 부적면           | 부적치안센터                |
| 상월파출소 | 논산시 상월면 백일헌로 1035  | 상월면, 노성면           | 노성치안센터                |
| 양촌파출소 | 논산시 양촌면 황산벌로 428   | 양촌면                   | 빈칸                        |

## 같이 보기
- 순국경찰관 합동묘지